# Tragikomedia
Tragikomedia – utwór łączący treści tragiczne i komediowe. Nazwa wprowadzona została przez rzymskiego komediopisarza Plauta. Do tego gatunku mieszanego nawiązywał także Eurypides; Arystoteles natomiast teoretyzował na jego temat.
Tragikomedia została rozpowszechniona w epoce renesansu we Włoszech, a rozwijała się w baroku (np. Mizantrop Moliera, napisany pod koniec XVII wieku) i romantyzmie (H. von Kleist, G. Büchner). Charakteryzowała się rozluźnieniem zasady trójjedności, skomplikowaną fabułą i intencją wywołania u odbiorcy innych emocji niż po lekturze utworu tragicznego.
Zobacz też: tragedia, komedia, dramat, komediodramat.